# Stigmella ostryaefoliella
Stigmella ostryaefoliella là một loài bướm đêm thuộc họ Nepticulidae. Nó được tìm thấy ở Ohio, New Jersey, New York, Florida và Ontario.
Có hai lứa trưởng thành một năm.

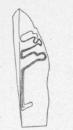
Mine

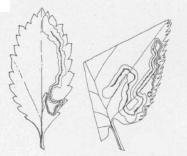
Mines

Ấu trùng ăn a wide range of plants, bao gồm Carya (bao gồm Carya ovata), Ostrya và Carpinus.Chúng ăn lá nơi chúng làm tổ.